# Colégio Angélica
O Colégio Angélica é um prédio escolar localizado no município brasileiro de Coronel Fabriciano, no interior do estado de Minas Gerais. Foi construído para as atividades da instituição de ensino particular denominada Escola Normal Nossa Senhora do Carmo e Ginásio Angélica, que foi criada em 1950. No decorrer de sua história forneceu diferentes níveis de formação, como a educação infantil, ensino fundamental, ensino médio, cursos técnicos e curso normal, além do regime de internato que existiu até 1968. Entretanto, a escola foi desativada em 2022.
O prédio é administrado pela Congregação das Irmãs Carmelitas da Divina Providência, que também foi a mantenedora das atividades da escola até 2011. A fachada do colégio foi tombada como patrimônio cultural fabricianense em 1997, mantendo todo o projeto original. Os elementos de sua frente se repetem de forma simétrica e as janelas cobrem quase todos os planos e possuem estrutura em madeira. Em janeiro de 2016, em vista do possível fechamento da instituição, foi decretado o tombamento municipal de todo o prédio, vetando qualquer alteração em sua estrutura física e retirada de bens materiais.

## História

### Criação e consolidação

Colégio Angélica em construção em maio de 1955

A Congregação das Irmãs Carmelitas da Divina Providência, definida como mantenedora da instituição, instalou-se em Coronel Fabriciano destinada a tratar dos trâmites referentes à construção da escola em 1947. Durante as obras, também se envolveu com prestação de serviços no Hospital Siderúrgica (atual Hospital Doutor José Maria Morais). Foram as primeiras freiras Carmelitas a se instalarem em Coronel Fabriciano as irmãs Nazareth, Beatriz e Izaura, além da diretora Madre Ester de Cristo Rei.
Em 5 de setembro de 1950, a Escola Normal Nossa Senhora do Carmo, mais conhecida como Colégio Angélica, foi fundada pelo arcebispo de Mariana Dom Helvécio Gomes de Oliveira, sendo a primeira grande escola de Coronel Fabriciano. Sua pedra fundamental foi lançada em 26 de setembro de 1950, dando início às obras, e o nome pelo qual é popularmente chamado homenageia Angélica Rosa da Silveira, mãe do superintendente local da Belgo-Mineira Joaquim Gomes da Silveira Neto, o qual doou o terreno para a construção do colégio.
Nas dependências da escola, consta a seguinte inscrição registrada em uma placa:
| “ | Dom Helvécio Gomes de Oliveira, Arcebispo de Mariana, fundou este colégio, em 05/09/50, para a formação da juventude do Vale do Aço, sendo o capelão o Reverendíssimo Padre Antônio Rocha e Superiora Geral Madre Maria de Nossa Senhora da Glória. | ” |
|   | — Placa de inauguração do Colégio Angélica. |   |

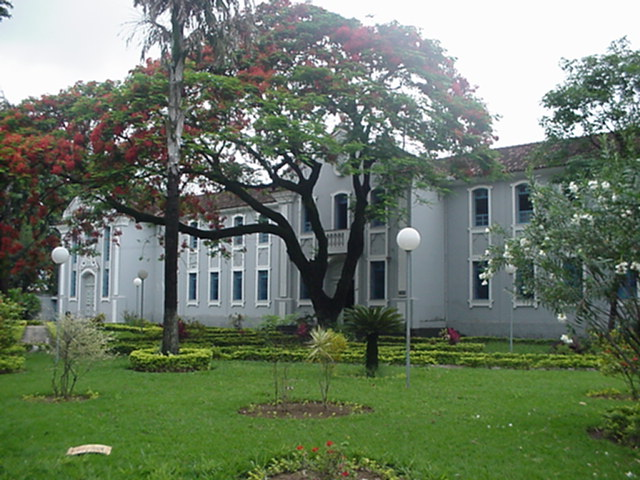
Colégio Angélica em 2007

O projeto arquitetônico do colégio foi concebido pelo engenheiro Alderico Rodrigues de Paula, que estava envolvido com a instalação da Acesita — atual Aperam South America, na cidade vizinha Timóteo —, em parceria com seu amigo José Teodoro de Souza. A Construtora Castanheira Ltda., com sede em Ponte Nova, foi a empresa que executou as obras. Os tijolos e telhados eram produzidos em uma olaria no próprio canteiro de obras, enquanto que o cimento foi importado da Europa. Apesar do funcionamento da escola ter iniciado em 1952, a construção foi finalizada somente em novembro de 1956.
O funcionamento teve início com a educação infantil e o primário. Cabe ressaltar que desde 1928 havia ensino público de primeira à quarta séries na cidade. Em 1955, o Colégio Angélica tornou-se a primeira instituição do atual Vale do Aço a fornecer o curso ginasial (correspondente ao ensino médio) e em 1962, teve início o curso normal. Até 1968, também havia o regime de internato devido à demanda de alunos que vinham de cidades vizinhas, sendo desativado em função da criação de novas escolas. Ao mesmo tempo as Irmãs Carmelitas estendiam sua atuação em outros setores da sociedade, como ministrando a catequese às crianças nas próprias dependências em apoio à Paróquia São Sebastião e prestando assistência social aos moradores do Morro do Carmo, onde desenvolveram cursos de trabalhos manuais, culinária, corte e costura.
Entre as décadas de 1960 e 80, as freiras mantiveram um posto de saúde na propriedade da escola destinado, principalmente, às gestantes e crianças. No final da década de 1980, parte do terreno do Colégio Angélica foi doado pela Congregação Carmelita para a construção da Catedral de São Sebastião. Também fazia parte do complexo do colégio a Escola Estadual Arcebispo Dom Helvécio, onde os alunos carentes contavam com consultas médicas e cirurgias disponibilizadas pela Congregação Carmelita, pelo Lions Clubs International e pelo Rotary International. Essa escola foi demolida em 2009 para mais tarde ceder espaço ao supermercado Coelho Diniz, após o terreno anexo ao Angélica ser vendido pelas Irmãs Carmelitas.

### Mudanças de mantenedora e fechamento

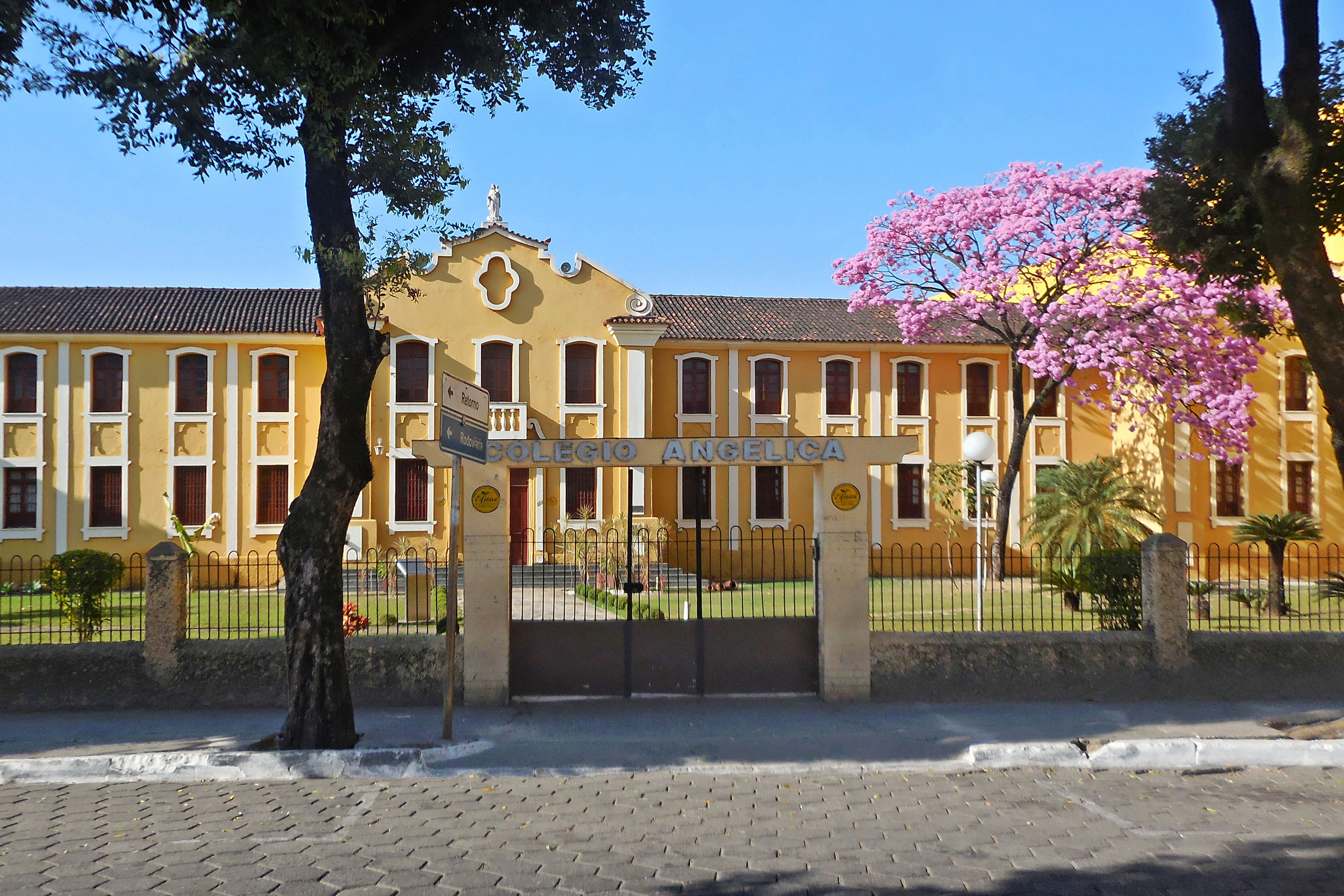
Vista da entrada principal

O aniversário de 60 anos do Colégio Angélica, em 2010, foi comemorado com solenidades festivas e uma seção na Câmara Municipal de Coronel Fabriciano, em que foi aprovado o projeto de lei que concede o título de cidadania honorária às irmãs Auxiliadora, Aracoeli e Donatila, benfeitoras da escola. Foi a escola que obteve o melhor desempenho no Exame Nacional do Ensino Médio (Enem) de 2010 no município (o quarto colocado da Região Metropolitana do Vale do Aço), com 645,14 pontos.
Então com 346 alunos e 45 funcionários, foi anunciado em setembro de 2011 o fechamento da instituição já no final deste ano, por motivos financeiros e burocráticos por parte de sua mantenedora, as Irmãs Carmelitas. Houve manifestações na cidade contra o fechamento e foi formada uma comissão de pais com o objetivo de cobrar medidas que evitassem o desativamento, até que no dia 19 de outubro foi divulgado que a Congregação das Irmãs Franciscanas do Sagrado Coração de Jesus passaria a ser a nova mantenedora da escola, não havendo portanto o encerramento das atividades. As Irmãs Carmelitas, no entanto, continuaram a ser proprietárias do imóvel.
Em setembro de 2015, foi novamente anunciado o fim das atividades da instituição, com as Irmãs Franciscanas alegando motivos financeiros e necessidade de reformas do prédio. Assim como em 2011, houve manifestações e foi formada uma comissão de pais, que se reuniu com a prefeita Rosângela Mendes. Em 9 de outubro de 2015, o Instituto Católico de Minas Gerais (ICMG), integrante da União Brasileira de Educação Católica (UBEC) — mantenedora do Unileste na cidade —, decidiu assumir a administração da escola, mas em 18 de dezembro, quase dois meses após a abertura do período de matrículas para 2016, a Congregação das Irmãs Carmelitas comunicou à comissão de pais e ao ICMG que não concederia o contrato de aluguel para a manutenção da escola no ano seguinte.
O fechamento do Colégio Angélica era dado como certo e deixaria 64 funcionários desempregados e 360 alunos da educação infantil aos ensinos médio e técnico tendo que se matricular em outras escolas. Em meados de janeiro de 2016, no entanto, houve um novo acordo entre a Congregação das Irmãs Carmelitas e o ICMG sob o intermédio da Diocese de Itabira-Fabriciano, garantindo a manutenção do colégio pelo ICMG e o retorno das atividades normais nos primeiros dias de fevereiro de 2016. As atividades da escola chegaram ao fim definitivamente em 2022, fazendo com que o prédio, ainda em posse das Irmãs Carmelitas, ficasse sem uso.

## Cultura e implantação

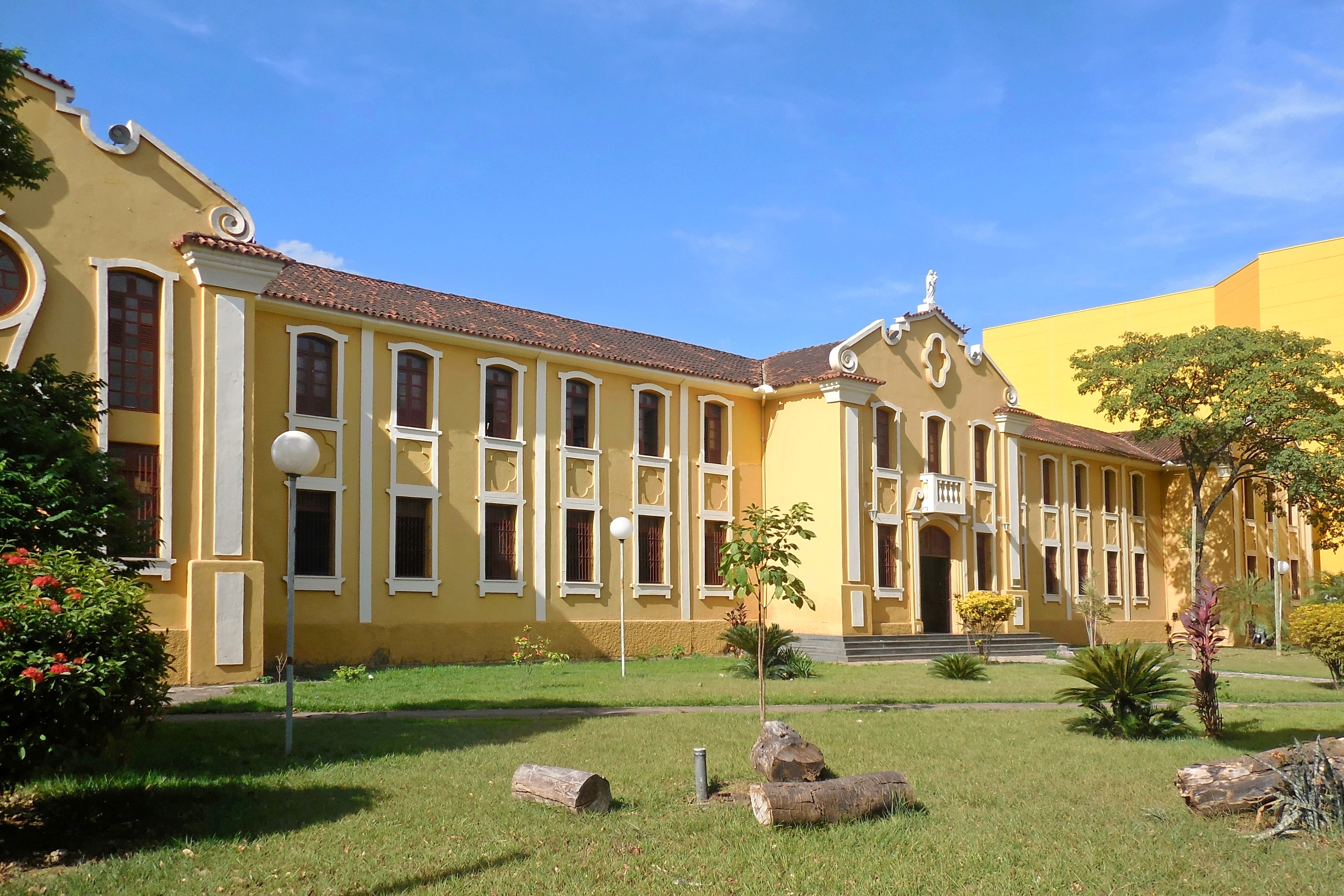
Vista da fachada

O Colégio Angélica se encontra na esquina das ruas Maria Mattos (entrada principal) e Angélica (entrada lateral). Sua fachada foi tombada como patrimônio cultural municipal mediante o decreto nº 1.033 de 31 de março de 1997, mantendo todo o projeto original. Os elementos de sua frente se repetem de forma simétrica e as janelas cobrem quase todos os planos e possuem estrutura em madeira. Em dezembro de 2015, poucos dias depois do anúncio do possível fechamento da instituição, a prefeita Rosângela Mendes divulgou o tombamento municipal de todo o prédio e a possibilidade de sua proteção em âmbito estadual após uma visita do Instituto Estadual do Patrimônio Histórico e Artístico de Minas Gerais (IEPHA), vetando qualquer alteração em sua estrutura física e retirada de bens materiais. O tombamento de toda a construção foi cumprido pelo decreto nº 5.437 de 28 de janeiro de 2016.
O interior do colégio abriga uma capela, onde eram realizadas algumas missas da Paróquia São Sebastião. Até a conclusão da Catedral de São Sebastião o pátio da escola foi utilizado para a celebração de missas da paróquia quando havia uma expectativa maior público, bem como festas, bailes e competições esportivas da cidade. O nome do bairro Nossa Senhora do Carmo, popularmente conhecido como Morro do Carmo, homenageia as Irmãs Carmelitas, responsáveis pela consolidação da escola. Duas quadras esportivas atenderam às aulas de educação física. Uma série de bens materiais inventariados pela prefeitura também se localizava no interior do Colégio Angélica, dentre os quais as imagens de Nossa Senhora do Carmo que se encontravam no hall e no pátio e de São José no hall do colégio. Dentre os eventos que se fizeram presentes, cabem ser ressaltadas a Coroação de Maria, realizada anualmente na capela do colégio nos meses de maio, e a festa junina.